# Club Deportivo Oro Negro
El Club Deportivo Oro Negro, Juventud Oro Negro o simplemente Oro Negro fue un club de fútbol de Colombia, ejercía su localía en la ciudad de Barrancabermeja, el club solo existió un año y disputó el Campeonato colombiano 1971, terminando en las posiciones 13 con 15 y 18 unidades en los torneos de Apertura y Finalización, respectivamente.

## Historia
El club de la ciudad de Barrancabermeja que debutó profesionalmente en 1971 y desapareció en 1972, jugó en la Primera División  de Colombia solo el año en que estuvo presente; participó debido a que Independiente Medellín, otro equipo del fútbol colombiano, atravesaba una dura situación económica, por lo que la ficha deportiva del Independiente Medellín fue cedida al Club Oro Negro que lo reemplazaría. El equipo fue dirigido por Hugo Scrimaglia y, posteriormente, por Mario Desiderio.

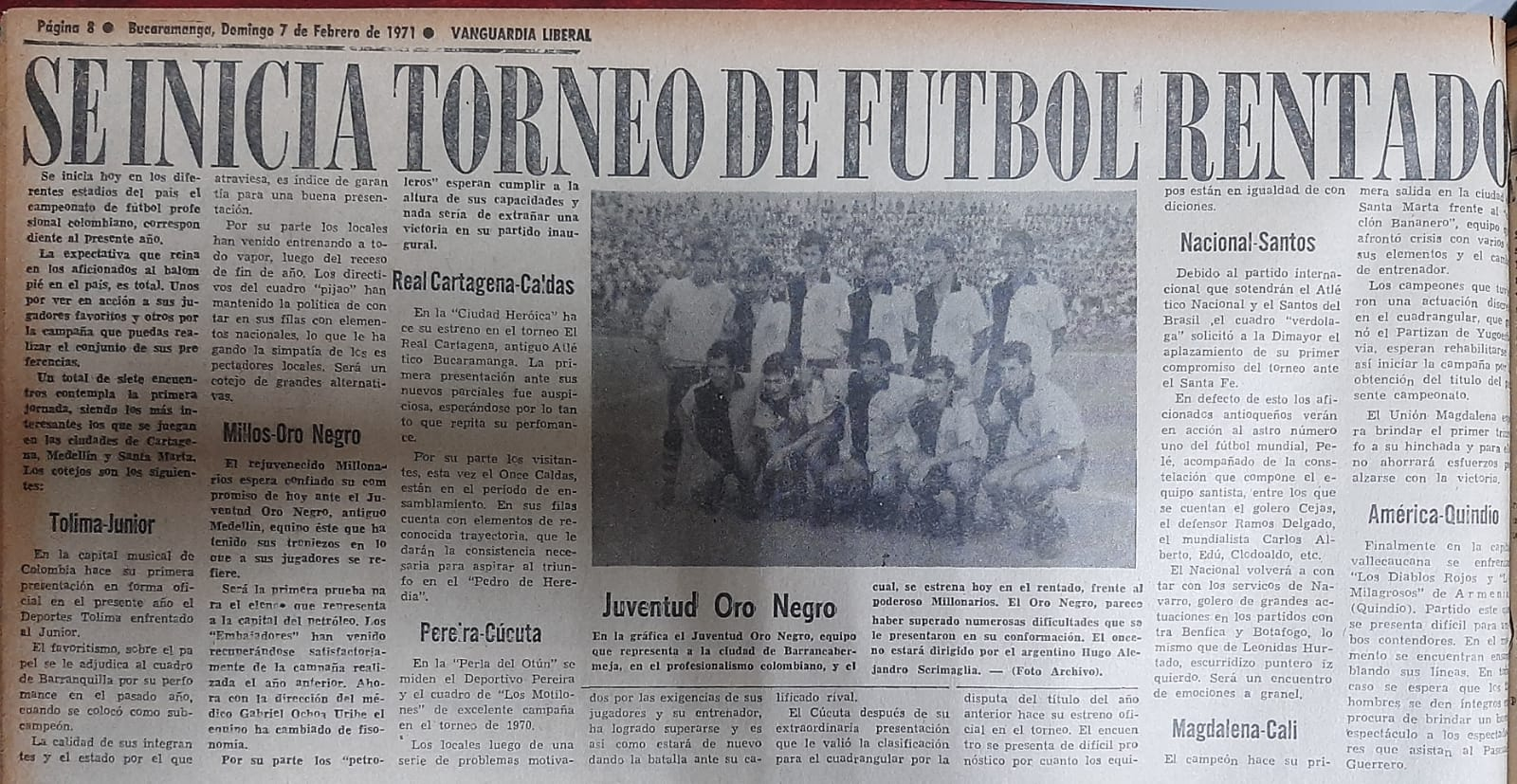
Oro Negro en su debut en el fútbol profesional colombiano en 1971

Un año después, Independiente Medellín se recuperó económicamente y reclamó de regreso su ficha deportiva, decidiendo volver a jugar en la Primera División, sacando al club Oro Negro del profesionalismo.
Técnico: Fernando Cortina

## Datos del Club
- Puesto histórico: 39.º
- Temporadas en 1ª: 1 (1971).
- Temporadas en 2ª: 0.
- Temporadas en 3ª: 0.
- Mayor victoria de local: 4-1 ante Atlético Quindío (fecha 8 - Torneo Finalización)
- Mayor derrota de local: 1-4 ante Cúcuta Deportivo (fecha 19 - Torneo Apertura)
- Mayor victoria de visitante: 2-4 ante Deportes Tolima (fecha 15 - Torneo Finalización)
- Mayor derrota de visitante: 8-1 ante Once Caldas (fecha 18 - Torneo Apertura)
- Mayor racha de empate: 4 partidos (fecha 12-15 Torneo Apertura)
- Mayor racha de derrotas: 6 partidos (fecha 17-22 Torneo Apertura)
- Mayor racha de victorias: 2 partidos (fecha 14-15 Torne Finalización)

## Situación actual
Este club aún subsiste pero como escuela de formación futbolística para jóvenes, la cual es una de las mejores del distrito.
En el año 2012 un grupo de empresarios petroleros impulsaron el regreso del club al profesionalismo, lo cual no se dio. El club hoy cuenta con un gran potencial técnico lo cual impulsa más el regreso. Está idea se dio después del ascenso de Alianza Petrolera, otro club del distrito a la Primera División de Colombia ya que el club no jugaba en la ciudad.
Kevin Mier, arquero de la selección Colombia es canterano de este escuela deportiva.

## Uniforme
- Uniforme titular: Camiseta amarilla, pantalón y medias negras.
- Uniforme alternativo: Camiseta blanca con franja amarilla y negra, pantalón y medias blancas.

## Equipos participantes
| Participantes     | Participantes   |
| Equipo            | Ciudad          |
| ----------------- | --------------- |
| Atlético Nacional | Medellín        |
| Santa fe          | Bogotá          |
| Cúcuta Deportivo  | Cúcuta          |
| América           | Cali            |
| Deportivo Cali    | Cali            |
| Millonarios       | Bogotá          |
| Atlético Quindío  | Armenia         |
| Once Caldas       | Manizales       |
| Deportivo Pereira | Pereira         |
| Deportes Tolima   | Ibagué          |
| Unión Magdalena   | Santa Marta     |
| Real Cartagena    | Cartagena       |
| Oro Negro         | Barrancabermeja |
| Atlético Junior   | Barranquilla    |

## Desarrollo del torneo en 1971
| Torneo Apertura | Torneo Apertura   | Torneo Apertura | Torneo Apertura   | Torneo Apertura     | Torneo Apertura       |
| Jornada         | Local             | Resultado       | Visitante         | Estadio             | Fecha                 |
| --------------- | ----------------- | --------------- | ----------------- | ------------------- | --------------------- |
| 1               | Millonarios       | 2-1             | Oro Negro         | El Campín           | 7 de febrero de 1971  |
| 2               | Oro Negro         | 2-1             | Deportes Tolima   | Daniel Villa Zapata | 14 de febrero de 1971 |
| 3               | Junior            | 5-2*            | Oro Negro         | Romelio Martínez    | 13 de abril de 1971   |
| 4               | Oro Negro         | 1-1             | América           | Daniel Villa Zapata | 28 de febrero de 1971 |
| 5               | Oro Negro         | 2-1             | Once Caldas       | Daniel Villa Zapata | 7 de marzo de 1971    |
| 6               | Cúcuta Deportivo  | 1-1             | Oro Negro         | General Santander   | 14 de marzo de 1971   |
| 7               | Oro Negro         | 2-3             | Santa fe          | Daniel Villa Zapata | 21 de marzo de 1971   |
| 8               | Deportivo Cali    | 1-0**           | Oro Negro         | Pascual Guerrero    | 7 de abril de 1971    |
| 9               | Oro Negro         | 0-1             | Atlético Quindío  | Daniel Villa Zapata | 4 de abril de 1971    |
| 10              | Unión Magdalena   | 1-0             | Oro Negro         | Eduardo Santos      | 11 de abril de 1971   |
| 11              | Oro Negro         | 0-2             | Atlético Nacional | Daniel Villa Zapata | 18 de abril de 1971   |
| 12              | Deportivo Pereira | 0-0             | Oro Negro         | Alberto Mora Mora   | 24 de abril de 1971   |
| 13              | Oro Negro         | 2-2             | Real Cartagena    | Daniel Villa Zapata | 2 de mayo de 1971     |
| 14              | Oro Negro         | 1-1             | Millonarios       | Daniel Villa Zapata | 9 de mayo de 1971     |
| 15              | Deportes Tolima   | 2-2             | Oro Negro         | San Bonifacio       | 16 de mayo de 1971    |
| 16              | Oro Negro         | 1-0             | Junior            | Daniel Villa Zapata | 20 de mayo de 1971    |
| 17              | América           | 1-0             | Oro Negro         | Pascual Guerrero    | 23 de mayo de 1971    |
| 18              | Once Caldas       | 8-1             | Oro Negro         | Fernando Londoño    | 30 de mayo de 1971    |
| 19              | Oro Negro         | 1-4             | Cúcuta Deportivo  | Daniel Villa Zapata | 6 de junio de 1971    |
| 20              | Santa fe          | 2-1             | Oro Negro         | El Campín           | 10 de junio de 1971   |
| 21              | Oro Negro         | 0-1             | Deportivo Cali    | Daniel Villa Zapata | 13 de junio de 1971   |
| 22              | Atlético Quindío  | 4-1             | Oro Negro         | San José            | 18 de junio de 1971   |
| 23              | Oro Negro         | 2-0             | Unión Magdalena   | Daniel Villa Zapata | 20 de junio de 1971   |
| 24              | Atlético Nacional | 2-0             | Oro Negro         | Atanasio Girardot   | 27 de junio de 1971   |
| 25              | Oro Negro         | 0-1             | Deportivo Pereira | Daniel Villa Zapata | 3 de julio de 1971    |
| 26              | Real Cartagena    | 0-0             | Oro Negro         | Pedro de Heredia    | 11 de julio de 1971   |

* Junior vs Oro Negro, fecha 3 del Torneo Apertura fue aplazado por motivo de la participación de Junior en la Copa Libertadores.
** Deportivo Cali vs Oro Negro, fecha 8 del Torneo Apertura fue aplazado por motivo de la participación del Deportivo Cali en la Copa Libertadores.
| Torneo Finalización | Torneo Finalización | Torneo Finalización | Torneo Finalización | Torneo Finalización | Torneo Finalización      |
| Jornada             | Local               | Resultado           | Visitante           | Estadio             | Fecha                    |
| ------------------- | ------------------- | ------------------- | ------------------- | ------------------- | ------------------------ |
| 1                   | Junior              | 0-0                 | Oro Negro           | Romelio Martínez    | 18 de julio de 1971      |
| 2                   | Oro Negro           | 2-1                 | Deportes Tolima     | Daniel Villa Zapata | 20 de julio de 1971      |
| 3                   | Cúcuta Deportivo    | 2-1                 | Oro Negro           | General Santander   | 25 de julio de 1971      |
| 4                   | Oro Negro           | 0-2                 | Once Caldas         | Daniel Villa Zapata | 1 de agosto de 1971      |
| 5                   | Deportivo Cali      | 1-0                 | Oro Negro           | Pascual Guerrero    | 8 de agosto de 1971      |
| 6                   | Oro Negro           | 2-0                 | Santa fe            | Daniel Villa Zapata | 15 de agosto de 1971     |
| 7                   | Nacional            | 3-2                 | Oro Negro           | Atanasio Girardot   | 22 de agosto de 1971     |
| 8                   | Oro Negro           | 4-1                 | Atlético Quindío    | Daniel Villa Zapata | 29 de agosto de 1971     |
| 9                   | Real Cartagena      | 2-2                 | Oro Negro           | Pedro de Heredia    | 5 de septiembre de 1971  |
| 10                  | Oro Negro           | 1-2                 | Deportivo Pereira   | Daniel Villa Zapata | 12 de septiembre de 1971 |
| 11                  | América             | 1-0                 | Oro Negro           | Pascual Guerrero    | 19 de septiembre de 1971 |
| 12                  | Oro Negro           | 0-0                 | Millonarios         | Daniel Villa Zapata | 26 de septiembre de 1971 |
| 13                  | Unión Magdalena     | 1-1                 | Oro Negro           | Eduardo Santos      | 3 de octubre de 1971     |
| 14                  | Oro Negro           | 3-0                 | Junior              | Daniel Villa Zapata | 10 de octubre de 1971    |
| 15                  | Deportes Tolima     | 2-4                 | Oro Negro           | San Bonifacio       | 12 de octubre de 1971    |
| 16                  | Oro Negro           | 3-3                 | Cúcuta Deportivo    | Daniel Villa Zapata | 17 de octubre de 1971    |
| 17                  | Once Caldas         | 2-0                 | Oro Negro           | Fernando Londoño    | 24 de octubre de 1971    |
| 18                  | Oro Negro           | 0-2                 | Deportivo Cali      | Daniel Villa Zapata | 31 de octubre de 1971    |
| 19                  | Santa fe            | 1-1                 | Oro Negro           | El Campín           | 7 de noviembre de 1971   |
| 20                  | Oro Negro           | 1-2                 | Nacional            | Daniel Villa Zapata | 11 de noviembre de 1971  |
| 21                  | Atlético Quindío    | 2-2                 | Oro Negro           | San José            | 14 de noviembre de 1971  |
| 22                  | Oro Negro           | 2-3                 | Real Cartagena      | Daniel Villa Zapata | 21 de noviembre de 1971  |
| 23                  | Deportivo Pereira   | 3-0                 | Oro Negro           | Alberto Mora Mora   | 28 de noviembre de 1971  |
| 24                  | Oro Negro           | 1-1                 | América             | Daniel Villa Zapata | 5 de diciembre de 1971   |
| 25                  | Millonarios         | 4-1                 | Oro Negro           | El Campín           | 8 de diciembre de 1971   |
| 26                  | Oro Negro           | 3-3                 | Unión Magdalena     | Daniel Villa Zapata | 12 de diciembre de 1971  |

## Tablas de clasificación en 1971
| Clasificación Torneo Apertura | Clasificación Torneo Apertura | Clasificación Torneo Apertura | Clasificación Torneo Apertura | Clasificación Torneo Apertura | Clasificación Torneo Apertura | Clasificación Torneo Apertura | Clasificación Torneo Apertura | Clasificación Torneo Apertura |
| Posición                      | Equipo                        | Partidos jugados              | Victorias (2 puntos)          | Empates (1 punto)             | Derrotas (0 punto)            | GF                            | GC                            | Puntos totales                |
| ----------------------------- | ----------------------------- | ----------------------------- | ----------------------------- | ----------------------------- | ----------------------------- | ----------------------------- | ----------------------------- | ----------------------------- |
| 1                             | Nacional                      | 26                            | 16                            | 8                             | 2                             | 43                            | 23                            | 40                            |
| 2                             | Deportivo Cali                | 26                            | 16                            | 7                             | 3                             | 48                            | 28                            | 39                            |
| 3                             | Santa fe                      | 26                            | 13                            | 10                            | 3                             | 44                            | 25                            | 36                            |
| 4                             | Millonarios                   | 26                            | 13                            | 6                             | 7                             | 44                            | 30                            | 32                            |
| 5                             | Cúcuta                        | 26                            | 10                            | 9                             | 7                             | 43                            | 36                            | 29                            |
| 6                             | América                       | 26                            | 9                             | 8                             | 9                             | 34                            | 33                            | 26                            |
| 7                             | Deportivo Pereira             | 26                            | 8                             | 10                            | 8                             | 34                            | 38                            | 26                            |
| 8                             | Once Caldas                   | 26                            | 9                             | 6                             | 11                            | 39                            | 33                            | 24                            |
| 9                             | Atlético Quindío              | 26                            | 6                             | 11                            | 9                             | 29                            | 43                            | 23                            |
| 10                            | Deportes Tolima               | 26                            | 6                             | 10                            | 10                            | 33                            | 38                            | 22                            |
| 11                            | Real Cartagena                | 26                            | 4                             | 12                            | 10                            | 18                            | 32                            | 20                            |
| 12                            | Junior                        | 26                            | 7                             | 4                             | 15                            | 29                            | 40                            | 18                            |
| 13                            | Oro Negro                     | 26                            | 4                             | 7                             | 15                            | 23                            | 47                            | 15                            |
| 14                            | Unión Magdalena               | 26                            | 4                             | 6                             | 16                            | 28                            | 43                            | 14                            |

| Clasificación Torneo Finalización | Clasificación Torneo Finalización | Clasificación Torneo Finalización | Clasificación Torneo Finalización | Clasificación Torneo Finalización | Clasificación Torneo Finalización | Clasificación Torneo Finalización | Clasificación Torneo Finalización | Clasificación Torneo Finalización |
| Posición                          | Equipo                            | Partidos jugados                  | Victorias (2 puntos)              | Empates (1 punto)                 | Derrotas (0 punto)                | GF                                | GC                                | Puntos totales                    |
| --------------------------------- | --------------------------------- | --------------------------------- | --------------------------------- | --------------------------------- | --------------------------------- | --------------------------------- | --------------------------------- | --------------------------------- |
| 1                                 | Millonarios                       | 26                                | 17                                | 5                                 | 4                                 | 41                                | 17                                | 39                                |
| 2                                 | Santa fe                          | 26                                | 15                                | 6                                 | 5                                 | 48                                | 23                                | 36                                |
| 3                                 | Nacional                          | 26                                | 14                                | 5                                 | 7                                 | 42                                | 31                                | 33                                |
| 4                                 | Deportivo Cali                    | 26                                | 12                                | 6                                 | 8                                 | 44                                | 33                                | 30                                |
| 5                                 | Atlético Quindío                  | 26                                | 11                                | 8                                 | 7                                 | 41                                | 33                                | 30                                |
| 6                                 | Once Caldas                       | 26                                | 11                                | 6                                 | 9                                 | 45                                | 46                                | 28                                |
| 7                                 | Cúcuta Deportivo                  | 26                                | 8                                 | 10                                | 8                                 | 37                                | 43                                | 26                                |
| 8                                 | Deportivo Pereira                 | 26                                | 7                                 | 11                                | 8                                 | 39                                | 36                                | 25                                |
| 9                                 | Unión Magdalena                   | 26                                | 7                                 | 9                                 | 10                                | 36                                | 43                                | 23                                |
| 10                                | América                           | 26                                | 6                                 | 10                                | 10                                | 26                                | 38                                | 22                                |
| 11                                | Real Cartagena                    | 26                                | 7                                 | 7                                 | 12                                | 27                                | 35                                | 21                                |
| 12                                | Junior                            | 26                                | 2                                 | 15                                | 9                                 | 21                                | 38                                | 19                                |
| 13                                | Oro Negro                         | 26                                | 5                                 | 8                                 | 13                                | 34                                | 44                                | 18                                |
| 14                                | Tolima                            | 26                                | 1                                 | 12                                | 13                                | 23                                | 44                                | 14                                |

| Rendimiento anual | Rendimiento anual    | Rendimiento anual | Rendimiento anual  | Rendimiento anual | Rendimiento anual | Rendimiento anual |
| Partidos jugados  | Victorias (2 puntos) | Empates (1 punto) | Derrotas (0 punto) | GF                | GC                | Puntos totales    |
| ----------------- | -------------------- | ----------------- | ------------------ | ----------------- | ----------------- | ----------------- |
| 52                | 9                    | 15                | 28                 | 57                | 91                | 33                |